# Bolbapium borgmeieri
Bolbapium borgmeieri is een keversoort uit de familie mesttorren (Geotrupidae). De wetenschappelijke naam van de soort werd in 1976 gepubliceerd door Antonio Martínez.